# Micrologus

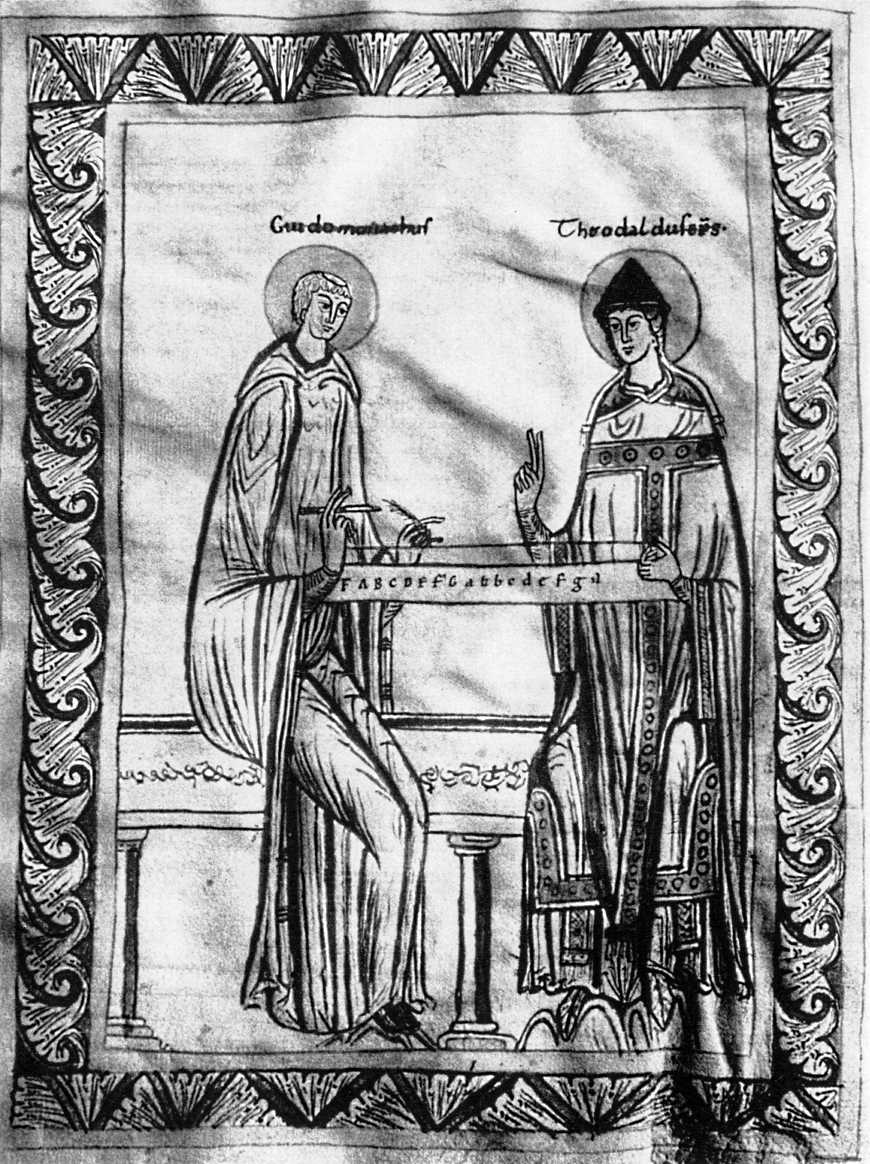
Guido vysvětluje dělení monochordu Teobaldovi (kresba z 12. století, Codex Lat. 51 f°35v XIe Vienne)

Micrologus je traktát o středověké hudbě (sepsaný kolem roku 1026), jehož autorem je Guido z Arezza. Autor svůj spis věnoval arezzijskému biskupovi Tedaldovi.
Traktát se zabývá pěveckou modalitou a metodami výuky gregoriánského zpěvu a zeširoka pojednává o skladbě polyfonní hudby. Dílo patřilo k nejrozšířenějším pojednáním o hudbě ve středověké Evropě.

## Pojednání o polyfonii
Dílo se zabývá paralelním a volným organem, a přináší některé příklady dvojhlasé sazby. Hlasy jsou vedené v protipohybu a někdy se kříží. Guido čtenáře nabádá k omezení používání čistých kvint a malých sekund, a naopak doporučuje velkou sekundu a čistou kvartu (ale zároveň připouští vkládání tercií).
Významnou část spisu tvoří stať o occursu (occursus = dosl. „setkání/střetnutí“), předchůdce Kadence. Ta se projevuje zejména tehdy, když se dva hlasy blíží unisonu. Guido radí, aby se takové spojení vedlo protipohybem (moto contrario) velké tercie nebo stranným pohybem (moto obliquo) přes velkou sekundu.